# Luiza Helena Trajano
Luiza Helena Trajano Inácio Rodrigues, plus simplement appelée Luiza Helena Trajano ou Luiza Trajano, est une femme d'affaires et philanthrope brésilienne, née à Franca (État de São Paulo) le 9 octobre 1948),.
Elle dirige la chaîne de vente au détail Magazine Luiza et d'autres sociétés intégrées à sa société de portefeuille.

## Biographie
Diplômée en droit de la Faculdade de Direito de Franca en 1972, elle a réussi à transformer un réseau de magasins situés à Franca, dans l'intérieur de São Paulo, en un réseau assez fort pour se battre avec des géants du segment tels que Casas Bahia (pt) et Pontofrio (pt). Elle a travaillé dans plusieurs domaines, tels que la collecte et la vente, avant de devenir directrice-surintendante du magazine Luiza.
Elle dirige également le groupe Femmes du Brésil, formé en 2012 par 50 femmes travaillant dans plusieurs secteurs de l'économie et qui se sont unies pour un objectif commun: améliorer le pays. Aujourd'hui, elles sont plus de 4 000 et se rencontrent chaque mois pour discuter et proposer des actions en matière d'éducation, d'entrepreneuriat, de projets sociaux et de quotas pour les femmes.
Fin 2021, le Financial Times la cite dans sa liste des 25 femmes les plus influentes du monde.